# Nick McCabe
Nick McCabe, né Nick Jonathon McCabe le 14 juillet 1971, à St Helens, dans le Lancashire, est un musicien anglais plus connu pour avoir été le guitariste de The Verve.